# Palaw
Palaw är en kommun i Myanmar.   Den ligger i regionen Taninthayiregionen, i den södra delen av landet, 800 km söder om huvudstaden Naypyidaw. Antalet invånare är 138 628.